# 包道乔尼特尔代米茨
包道乔尼特尔代米茨（匈牙利語：Badacsonytördemic，匈牙利語發音：[ˈbɒdɒt͡ʃoɲtørdɛmit͡s]）是匈牙利维斯普雷姆州所辖的一个村，位于巴拉顿湖畔和包道乔尼地区，总面积10.25平方公里，总人口841，人口密度82.0人/平方公里（2010年1月1日）。